# Ескимоско-алеутски езици
Ескимоско-алеутските езици са езиково семейство, произлизащо от Аляска, Северна Канада, Гренландия и Чукотка.
Семейството се разделя на два клона: ескимоски езици и алеутски език. Алеутският се говори на Алеутските острови и има няколко диалекта. Ескимоските езици имат две подсемейства: юпикските езици, говорени в западните и югозападните части на Аляска и в най-източните части на Сибир, и инуитските езици, говорени в северните части на Аляска, Канада и Гренландия. Инуитските езици се говорят на голяма територия и могат да имат големи различия помежду си.
Правилното класифициране на сиреникския език, част от ескимоското семейство, все още не е определено. Докато някои лингвисти го считат за член на юпикското подсемейство, други го поставят в отделно разклонение на ескимоското семейство, редом до юпикските и инуитските езици.

## История
Според Националния езиков център на Аляска, общият език прародител на ескимоско-алеутските езици се е разделил на ескимоски и алеутски разклонения преди поне 4000 години. Ескимоското семейство се разделя на юпикски и инуитски езици преди около 1000 години.
Ескимоско-алеутските езици са сред коренните езици на Америка. Това, все пак, е географска категория, а не родствена такава. Ескимоско-алеутските езици не са свързани с останалите езикови семейства в Северна Америка. Смята се, че свидетелстват за отделна, последна древна миграция на хора от Азия. Някои експерти вярват, че прародината на прото-ескимоско-алеутските езици се намира в Сибир, а не в Аляска.

## Вътрешна класификация
|                       | Юпикски езици | Юпикски езици   | Инуитски езици   | Инуитски езици |
| Централноюпикски език | Юитски език   | Инупиакски език | Гренландски език |                |
| --------------------- | ------------- | --------------- | ---------------- | -------------- |
| вода                  | miq           | miq             | imiq             | imiq           |
| четири                | ctamat        | stamat          | sisamat          | sisamat        |
| човек                 | juk           | juk             | inuk             | inuk           |
| ръка                  | tal̥iq         | tal̥iq           | talik            | taliq          |
| друг                  | al̥l̥a          | al̥a             | alla             | avla           |

### Ескимоско-алеутски езици
Алеутски
Западноцентрални диалекти (60 – 80 говорещи)
Източни диалекти (400 говорещи)
Ескимоски езици
Юпикски (11 000 говорещи)
Централноюпикски (10 000 говорещи)
Общ централноюпикски
Чевакски диалект
Нунивакски диалект
Алутикски (400 говорещи)
Кониагски диалект
Чугачки диалект
Юитски (1400 говорещи)
Чаплински диалект
Сейнтлорънски диалект
Наукански (70 говорещи)
Сиреникски (мъртъв)
Инуитски (98 000 говорещи)
Инупиакски (3500 говорещи)
Инувиалуктун (765 говорещи)
Сиглитун
Инуиннактун
Натсилингмиутут
Инуктитут (40 000 говорещи)
Нунатсиавумтиутут (550 говорещи)
Нунавимиутитут
Южнобафински диалект
Севернобафински диалект
Айвиликски диалект
Киваликски диалект
Гренландски (54 000 говорещи)
Западногренландски диалект (50 000 говорещи)
Източногренландски диалект (3500 говорещи)
Северногренландски диалект (1000 говорещи)

## Характерни черти
Всяка дума трябва да има само един корен, който се намира винаги в началото. Ескимоско-алеутските езици имат относително малък брой корени – в случая на общия централноюпикски език около 2000. След корена има свързани морфеми, които добавят допълнително значение към корена. Ако значението на тази морфема трябва да бъде използвано само по себе си, се използва специален неутрален корен. В края на думите може да има една от няколко клитики.
Фонологично, ескимоско-алеутските езици си приличат с други северноамерикански езикови семейства (езици на-дене и цимшиански езици) и с чукотско-камчатските езици. Обикновено има само три гласни букви, /a/, /i/, /u/, макар някои юпикски диалекти да имат и ə. Никой от езиците от семейството няма абруптивни съгласни, по което си приличат повече със сибирските езици, отколкото със северноамериканските. В ескимоско-алеутските езици присъстват беззвучни преградни съгласни в четири позиции, като изключение прави само алеутският език.